# 英格里德克里斯滕森海岸

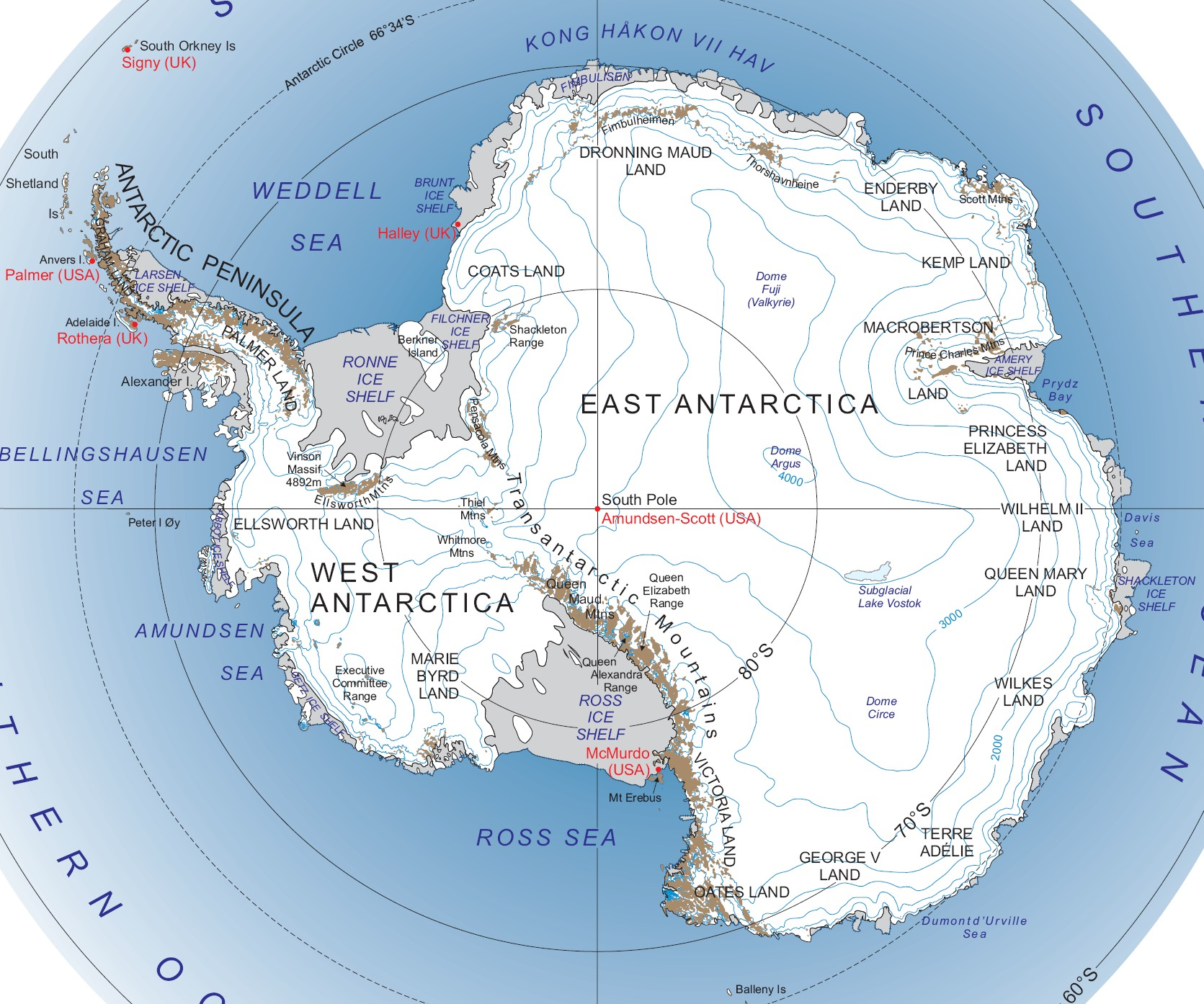

英格里德克里斯滕森海岸是南極洲的海岸，位於伊麗莎白公主地西部，處於阿梅里冰架以東，在1935年2月20日由挪威捕鯨船長發現。
69°30′S 77°0′E / 69.500°S 77.000°E